# 3D-Maus

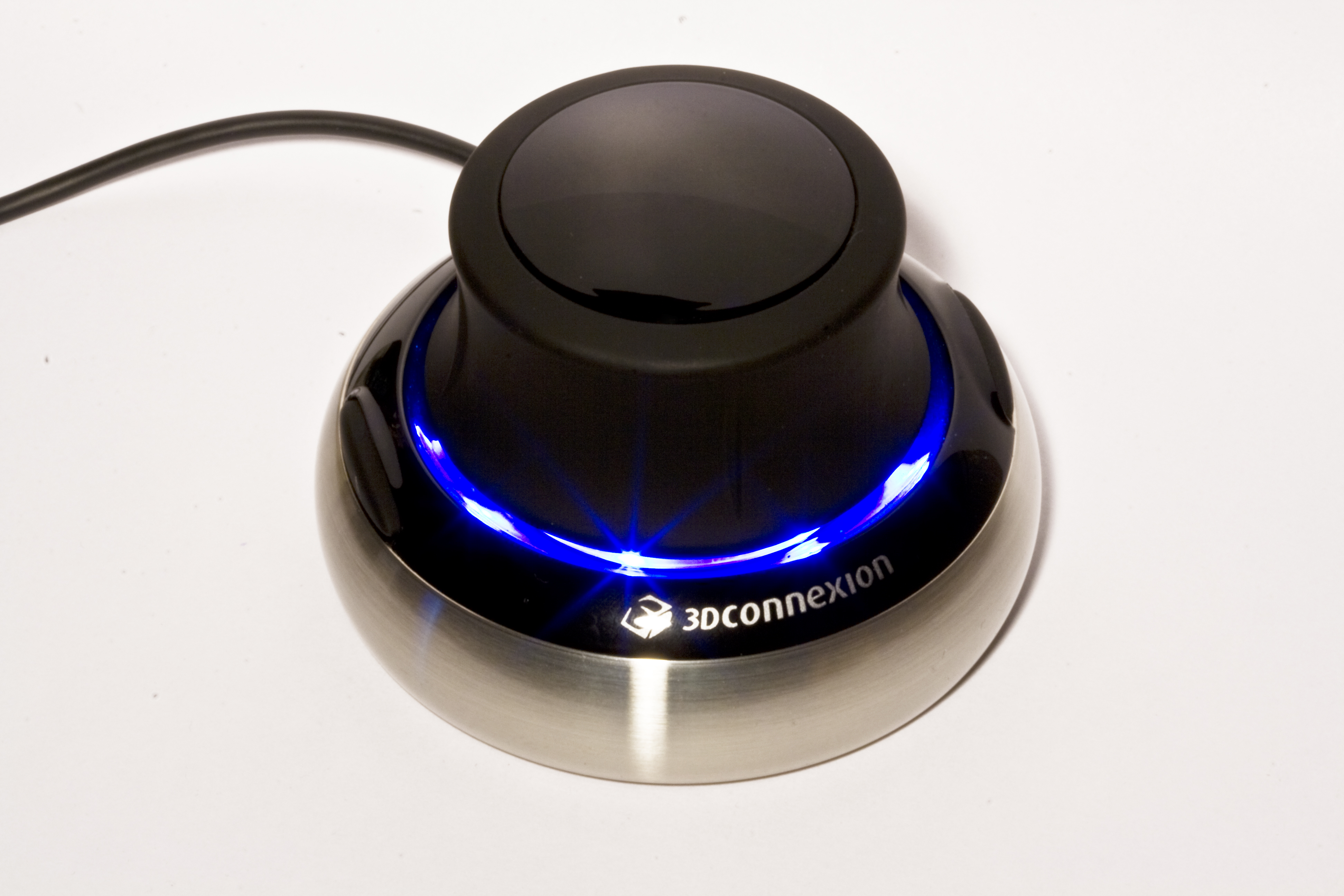
Tischgebundene 3D-Maus mit Steuerobjekt in Form eines Pucks

Eine 3D-Maus ist ein Eingabegerät (Befehlsgeber) für Computer. In den häufigsten Anwendungsfällen dient sie dazu, in einer virtuellen 3D-Umgebung Objekte zu bewegen oder sich selbst durch eine virtuelle 3D-Landschaft zu manövrieren. Interaktive Applikationen werden durch die Eingabe eines Benutzers gesteuert. Dafür stehen ihm folgende Medien zur Verfügung: Tastatur, (2D-)Maus, Joystick, Spaceball, Datenhandschuh, Spracheingabe, Bilderkennung und 3D-Maus.

## Geräteklassen

### Tischgebundene Geräte
Auf einem stationären Untersatz ist flexibel ein Steuerkörper in Form einer Kugel oder eines Pucks angebracht. Schub- und Drehkräfte, die der Benutzer auf den Steuerkörper ausübt werden in Eingabebefehle umgesetzt. Ein solches System verfügt über drei translatorische und drei rotatorische Freiheitsgrade. „3D-Mäuse oder Steuerkugeln messen über den Federdruck eine statische Auslenkung für Position und Winkel einer Kugel, die von der Hand des Benutzers umschlossen wird. Die Auslenkungswege und -winkel sind sehr klein, so daß die Auflösung dieser Geräte begrenzt ist. Deshalb werden Steuerkugeln vorwiegend für Geschwindigkeitssteuerungen verwendet.“
Eine 3D-Maus – auch Spacemouse genannt – eignet sich als Zusatzgerät zur normalen Maus für die beidhändige Bedienung. Diese Form der Interaktion wird als besonders natürlich empfunden, wenn die dominante Hand relativ zur weniger dominanten Hand agiert. Die beidhändige Interaktionstechnik vermindert die kognitive Belastung des Anwenders. Bei immersiven Visualisierungssystemen dürfen die Eingabemedien den Anwender nicht von der virtuellen 3D-Umgebung ablenken. Auch die Bewegung des Nutzers sollte es nicht einschränken. Eingabegeräte sollen den Nutzerfokus nicht auf sich ziehen. Diese Kriterien werden von einer 3D-Maus erfüllt.

### Handgeräte
Der Benutzer hält das Eingabegerät in seiner Hand und kann es frei im Raum bewegen. Über im Gerät integrierte oder externe Sensoren werden Position und Bewegung im Raum bestimmt. Kommen externe Sensoren zum Einsatz, spricht man von Tracking.

## Geschichte

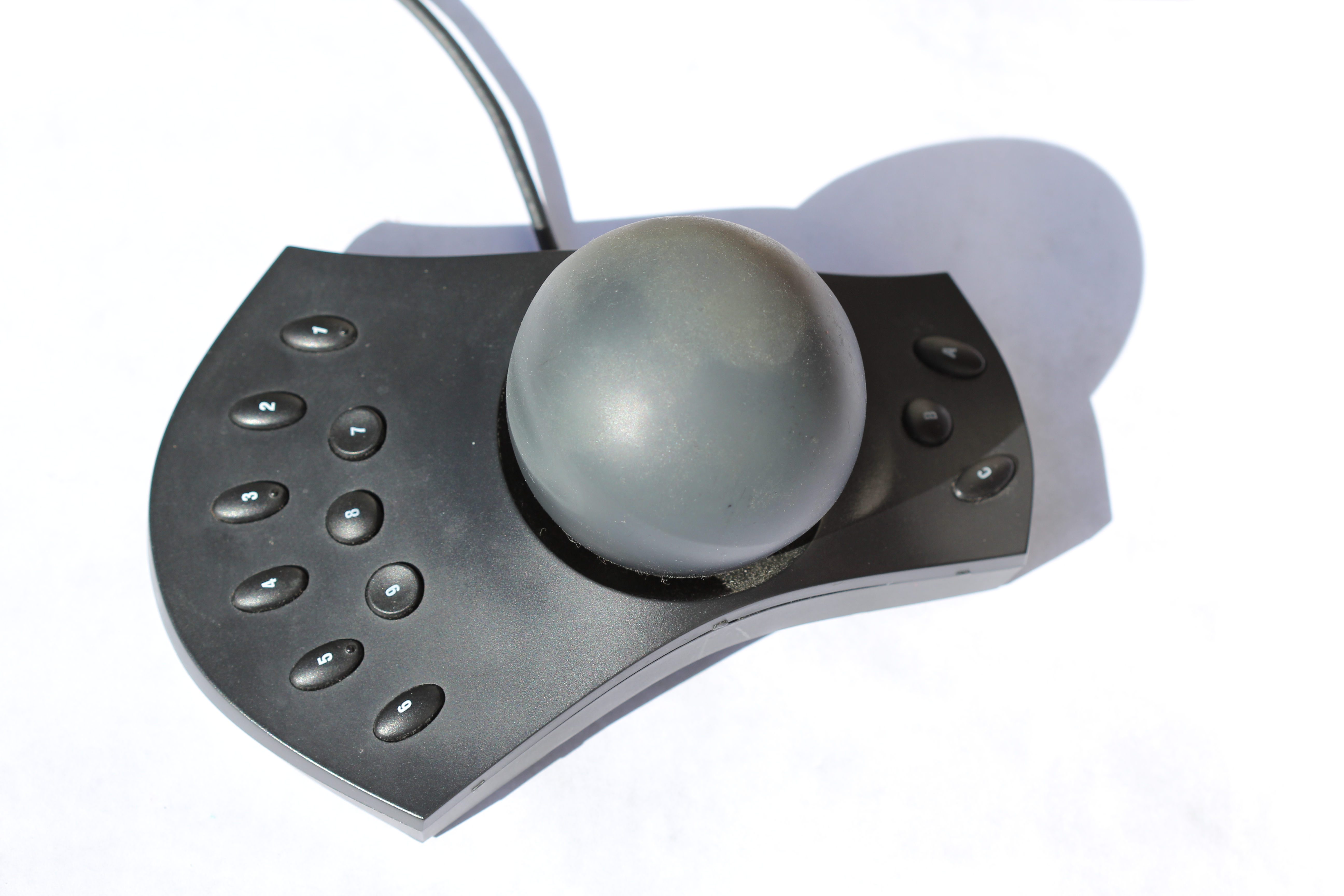
Spaceball 4000 FLX (Hergestellt im Jahr 2000)

Die Technologie wurde ab den 1970ern am Deutschen Zentrum für Luft- und Raumfahrt (DLR) vom Institut für Robotik und Mechatronik entwickelt, da man für die Steuerung von Robotern Eingabegeräte benötigte, die alle sechs Freiheitsgrade (DoF, engl. Degrees of Freedom) erfassen. In den 1980er Jahren wurde das Steuerungssystem, bei dem die Kräfte und Momente durch eine Hohlkugel von der menschlichen Hand abgenommen wurden, patentiert (1982 in Europa, 1983 in den USA und – in einer verbesserten Version – 1985 das international). Das Eingabegerät wurde SpaceMouse genannt.
Im Laufe der 1980er Jahre etablierte sich dieses 6DoF-Eingabegerät entgegen dem ursprünglichen Zweck eher als Navigations- und Positionierungshilfe in virtuellen Szenarien, im Anwendungsbereich von 3D-Grafik und CAD-Anwendungen.

## Anwendungsgebiete
- Robotik: Die Programmierhandgeräte von KUKA-Robotern sind seit 1995 mit einer 3D-Maus verfügbar. Hier kann der Anwender durch Kraftausübung den Roboter intuitiv in die gewünschte Richtung bewegen.
- 3D-Konstruktion: Viele 3D-Programme wie Pro/Engineer oder AutoCAD unterstützen die Verwendung von 3D-Mäusen, damit ist es für den Bediener einfacher möglich zwischen den einzelnen Ansichten oder auch im 3-dimensionalen Raum zu navigieren. Die Oberklasse der 3D-Mäuse hat Funktionstasten, die frei belegt werden können. Wenn man eine 3D-Maus in der Konstruktion verwendet, kann man das Modell intuitiver manipulieren, z. B. drehen und schwenken. Obwohl auch Maus genannt, ersetzen sie diese in der Regel nicht, sondern werden mit ihnen parallel verwendet, während zwischen Maus und Stift gewechselt werden muss. So befindet sich die 3D-Maus bei Verwendung für Rechtshänder auf der linken Seite der Tastatur um sie gleichzeitig mit Maus, Stift, Touchpad oder Touchscreen zu verwenden. Neuere Dienstprogramme von 3Dconnexion erlauben auch die Einblendung eines Ziffernblocks mit Rücklöschtaste an der Bildschirmposition des Mauscursors. So müssen die anderen Zeigegeräte nicht aus der Hand gelegt werden, um Werte präzise abzuändern oder direkt einzugeben. Dies beschleunigt und vereinfacht den Konstruktionsprozess.[9]
- Medizin: Eine 3D-Maus kann zur Simulation eines chirurgischen Eingriffs benutzt werden, um beispielsweise die Lage eines Implantats im Körper des Patienten in allen drei Dimensionen ausrichten zu können.[10] Auch bei der Operation von angeborenen Schiefstellungen des Schädels wird eine 3D-Maus als Eingabemedium eingesetzt, zum Beispiel für die „freihändige Korrektur der Position im CAD-System an einem 2D-Monitor“.[11]
- Architektur: In Systemen der Computer Augmented Reality, wie sie in der Architektur verwendet werden, ist die Hand des Nutzers normalerweise frei und kann ohne Funktion für die Computersteuerung bleiben, sie wird jedoch häufig zur Bedienung einer 3D-Maus einbezogen.[12]
- Heimanwender: Durch die Preissenkung der Technik (Stand 2008: etwa 50 €) ist der Einsatz von 3D-Mäusen in Privathaushalten zur Spielesteuerung oder zur Navigation in Google Earth möglich geworden.

## Anbieter und Ausführungen
SpaceController, Spacemouse

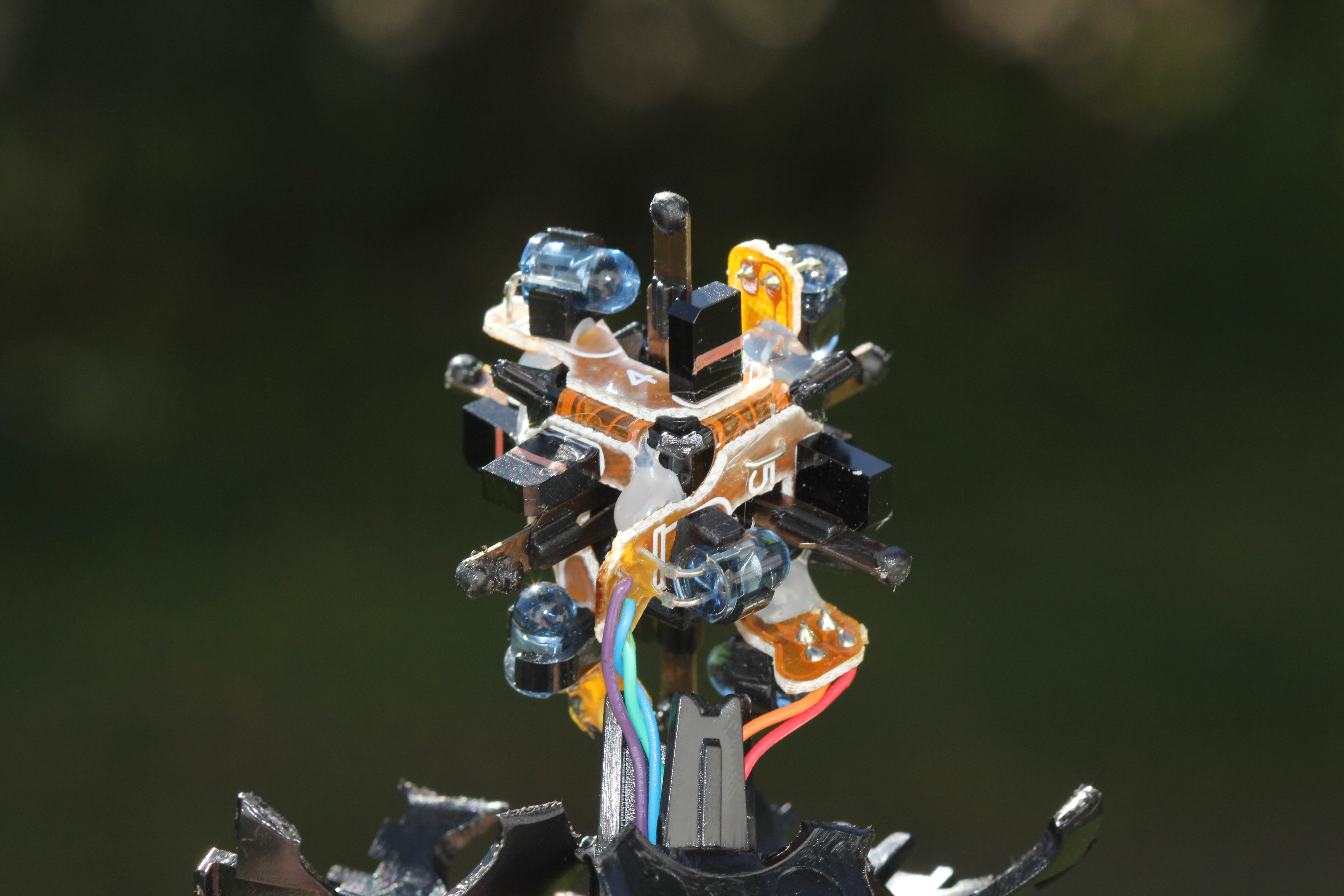
Optische Baugruppe einer Spaceball 4000 FLX

Der auf einem Untersatz befestigte Steuerkörper lässt sich in alle Richtungen um einige Millimeter ziehen, drücken, kippen und drehen. Er springt nach dem Loslassen wie ein Joystick zurück in seine Ausgangsposition. Die Messung der sechs Komponenten (Translation und Rotation) erfolgt über reibungs- und verschleißfreie opto-elektronische Sensoren. Mehrere am Untersatz angebrachte Tasten können von Anwendungsprogrammen individuell belegt werden.